# Lumbricillus fennicus
Lumbricillus fennicus is een ringworm uit de familie van de Enchytraeidae. De wetenschappelijke naam van de soort is voor het eerst geldig gepubliceerd in 1964 door Nurminen.